# Campamento Domo Talos
El campamento Domo Talos es la infraestructura que sirve de base al Talos Dome Ice Core (TALDICE), que es un proyecto europeo de investigación de núcleos de hielo (Italia, Francia, Alemania, Suiza y Reino Unido) destinado a recuperar un núcleo de hielo a través de los dos interglaciales previos (aproximadamente 250 000 años), desde el domo Talos, que es un domo periférico de la Antártida Oriental. 
El domo Talos alcanza los 2300 m s. n. m. y se ubica al sudoeste de las montañas Usarp.

## TALDICE
El apoyo logístico es proporcionado por el Programa Nacional de Investigaciones en la Antártida de Italia. El análisis del núcleo de hielo de TALDICE contribuirá a descifrar el cambio climático y ayudará a explicar las tendencias climáticas pasadas, presentes y futuras. Los resultados obtenidos en el domo Talos complementarán, verificarán y registrarán los datos recolectados en los sitios costeros cercanos a EPICA-DML, isla Berkner, domo Taylor, domo Siple, domo Law, etc., y en otros sitios de perforación profunda antárticos (EPICA-Domo C, base Vostok, domo Fuji). Como tal, sería una contribución significativa a la red de 40 000 años de la International Partnerships in Ice Core Sciences: un registro bipolar de forzamiento y respuesta climáticos.
Las primeras investigaciones en búsqueda de la ubicación apropiada del núcleo de hielo profundo comenzó en 1996 con un núcleo de hielo poco profundo de  89 m. El proyecto TALDICE comenzó en la temporada 2003-2004, cuando los vehículos italianos se trasladaron al domo Talos desde su sitio anterior (31deposit) y se construyó el campamento comenzando la perforación. La mayoría de las operaciones de perforación del núcleo de hielo se llevaron a cabo durante las campañas de 2006 y 2007. El núcleo de hielo profundo de 1620 m se perforó en 76 días, con un promedio de 21 m por día.

## Aeródromo
El aeródromo Domo Talos (en inglés: Talos Dome Skiway) es un aeródromo de hielo de la Antártida operado por la ENEA del Programa Nacional de Investigaciones en la Antártida. Sirve como punto de reabastecimiento entre la base Mario Zucchelli y la base Dumont d'Urville en reemplazo del aeródromo Sitry. El aeródromo se localiza sobre la meseta polar, a 259 km de la base Zucchelli, ubicada en la costa Scott de la Tierra de Victoria. 
La pista de hielo es utilizada por Italia en el verano austral, en los meses de diciembre a febrero por aviones Twin Otter, desde el cierre del aeródromo Sitry a causa de que las sastrugis -superficie nevada que presenta muchas irregularidades topográficas, modelada por surcos agudos e irregulares que se forman por la erosión del viento- crecen rápido y son de gran tamaño en Sitry, haciendo difícil la operación de la pista. 
En el lugar Italia tiene una estación meteorológica automática denominada Paola, a 2385 m s. n. m.

### Puente aéreo de los Twin Otter
El transporte liviano de cargas y pasajeros entre las bases Mario Zucchelli, Dumont d'Urville y Concordia es realizado por aviones con esquíes Twin Otter desde fines de octubre hasta que las condiciones del hielo lo permitan en febrero. Uno o dos aviones soportan las investigaciones científicas transportando material y equipos principalmente hacia la base Concordia en el domo C. Pueden transportar una tonelada de mercancías o 6 pasajeros con su equipaje polar y su alcance es de menos de 1000 km. Estos aviones pertenecen a la compañía canadiense Kenn Borek Air y en temporada estival austral parten de su base en Calgary (Canadá) con piloto, copiloto y mecánico viajando a la Antártida en un viaje de dos semanas vía Punta Arenas en Chile. En el aeródromo de Punta Rothera cambian sus ruedas por esquíes y luego pasando por el aeródromo Jack F. Paulus en el polo sur alcanzan la base McMurdo antes de llegar a Zucchelli.
En los viajes entre la pista menor de Zucchelli y el aeródromo de Concordia (1165 km) los aviones hacen escala en el aeródromo Mid Point, ubicado a 532 km de Zucchelli. En caso de no estar disponibles ninguna de las pistas de hielo marino de Zucchelli, los aviones utilizan el aeródromo Lago Enigma o el aeródromo Paso Browning. Entre Zucchelli y el aeródromo D-10 de la base Robert Guillard (inmediata a Dumont d'Urville) los vuelos son de 1263 km, debiendo hacer escala de reabastecimiento en el campamento Domo Talos a 258 km de Zucchelli. Previamente se utilizó el aeródromo Sitry a 601 km de Zucchelli y a 653 km de S-10. Entre S-10 y Concordia (1160 km) la escala se realiza en el aeródromo D-85 a 414 km de S-10.